# Abutilon stenopetalum
Abutilon stenopetalum är en malvaväxtart som beskrevs av Christian August Friedrich Garcke. Abutilon stenopetalum ingår i släktet klockmalvor, och familjen malvaväxter. Inga underarter finns listade i Catalogue of Life.